# Megasema rosea
Megasema rosea là một loài bướm đêm trong họ Noctuidae.